# Kakadu (madár)
A kakadu (fehér kakadu, Cacatua) a madarak osztályában a papagájalakúak (Psittaciformes) rendjébe, sorolt kakaduformák (Cacatuinae) alcsalád és egyúttal a kakadufélék (Cacatuidae) egész családjának névadó neme.

## Megjelenése, felépítése
Fő jellegzetessége az uralkodóan fehér tollazat.

## Fajai
A nem 12 faját 2 alnembe tagolják:
- Cacatua alnem 6 fajjal:
  - Sárgafülű kakadu (Cacatua sulphurea)
  - Sumba-szigeti kakadu (Cacatua citrinocristata)
  - Sárgabóbitás kakadu (Cacatua galerita)
  - Kékszemű kakadu (Cacatua ophthalmica)
  - Fehérbóbitás kakadu (Cacatua alba)
  - Malukui kakadu (Cacatua moluccensis)

- Licmetis alnem 6 fajjal:
  - Ormányos kakadu (Cacatua tenuirostris)
  - Turkáló kakadu (Cacatua pastinator)
  - Csupaszszemű kakadu (Cacatua sanguinea)
  - Goffin-kakadu (Cacatua goffini)
  - Salamon-szigeteki kakadu (Cacatua ducorpsii)
  - Rózsásfarkú kakadu (Cacatua haematuropygia)

## Képek

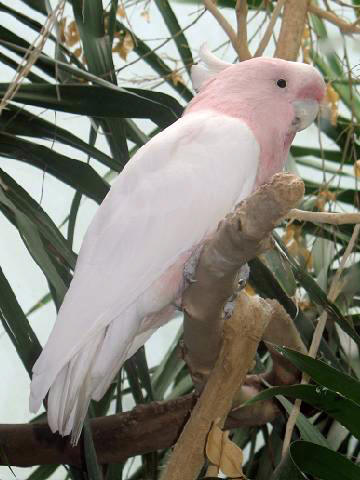
Inkakakadu (Cacatua leadbeateri)
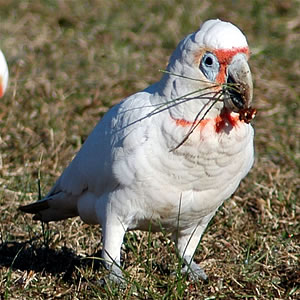
Ormányos kakadu (Cacatua tenuirostris)
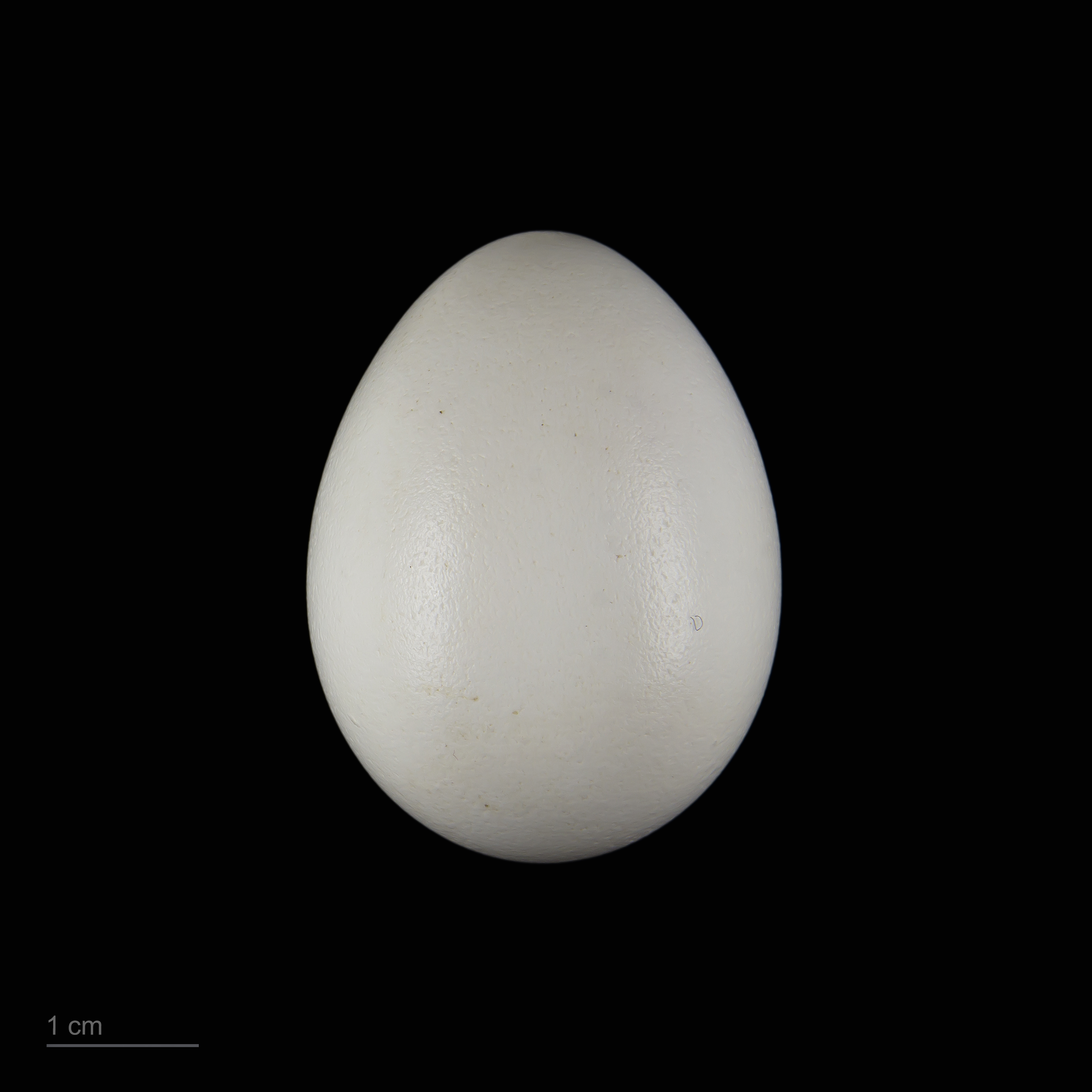
Cacatua tojása